# Uriel (nombre)
Uriel es un nombre propio masculino en su variante en español procedente del hebreo y significa El Dios es luz, también significado de Dios trae la luz. Su versión femenina es Urielle.

## Etimología
Uriel es el nombre de un arcángel y de varios personajes bíblicos del Antiguo Testamento:
- Uriel, levita de la familia de Coat, descendiente de Coré. (1ª de Crónicas 6:24)
- Uriel, hombre de Gabaa, su hija fue la madre de Abías, rey de Judá. (2ª de Crónicas 13:2).

## Equivalencias en otros idiomas
| Variantes en otras lenguas | Variantes en otras lenguas |
| -------------------------- | -------------------------- |
| Español                    | Uriel                      |
| Inglés                     | Uriel                      |
| Neerlandés                 | Uriël                      |
| Húngaro                    | Uriél                      |
| Italiano                   | Uriele                     |
| Lituano                    | Urielis                    |
| Griego                     | Ουριήλ                     |
| Copto                      | ⲟⲩⲣⲓⲏⲗ                     |
| Hebreo                     | אוריאל                     |
| Ge'ez                      | ዑራኤል                       |
| Japonés                    | ユリエル                   |
| Chino                      | 烏列爾                     |

## Santoral
La celebración del santo de Uriel se corresponde con el día 2 de octubre.